# Hans-Ulrich Klose
Hans-Ulrich Klose (Wrocław, 1937. június 14. – ?, 2023. szeptember 6.) német politikus. 1974 és 1981 között Hamburg Első polgármestere.

## Életpályája
A családja 1947 Bielefeldbe költözött. 1959 és 1965 A freiburgi Albert-Ludwig Egyetemen majd a Hamburgi Egyetemen tanult.
1970-ben  a tartományi parlament ("Hamburgische Bürgerschaft") tagja lett. 1973/74-ben hamburgi belügyszenátor volt.
1983-tól 2013-ig a Bundestag képviselője és 1991 és1994 között az SPD-frakció vezetője volt. 

## Publikációk
- Charade (Lyrik), Bouvier, Bonn, 1997
- Charade zwei (Lyrik), Bouvier, Bonn, 2001
- Zeit schreiben. Gedichte 1995 bis 2007 (Lyrik), Bouvier, Bonn 2007, ISBN 978-3-416-03202-5

## Fordítás
- Ez a szócikk részben vagy egészben  a   Hans-Ulrich Klose című német Wikipédia-szócikk fordításán alapul.  Az eredeti cikk szerkesztőit annak laptörténete sorolja fel. Ez a jelzés csupán a megfogalmazás eredetét és a szerzői jogokat jelzi, nem szolgál a cikkben szereplő információk forrásmegjelöléseként.